# Don Stille
Donald „Don“ Stille (* um 1948 in St. Louis, Missouri) ist ein US-amerikanischer Jazzmusiker (Piano, Akkordeon), der vor allem in der Musikszene des Mittleren Westens hervortrat.

## Leben und Wirken
Stille begann mit fünf Jahren mit dem formellen Musikunterricht. Bald darauf erweiterte er seine musikalische Palette durch Studien in Klavierspiel und Komposition. Seitdem ist er in den Vereinigten Staaten und international aufgetreten, u. a. mit Clark Terry, Red Holloway, Roy Hargrove, Terry Gibbs, Ira Sullivan, Eddie Daniels, Doc Severinsen, Lew Soloff, Harry Connick Jr., New York Voices, Peter Erskine, Claudio Roditi, Mark Murphy, Marlena Shaw, Billy Taylor, Marian McPartland, Scott Hamilton, Howard Alden, The Four Freshmen, Barrett Deems, Franz Jackson und Frank D’Rone.
Ferner war Stille Hauspianist und Akkordeonist sowie oft vorgestellter Jazzkünstler bei „First House on the Right“ des National Public Radio ; Finalist beim Great American Jazz Piano Competition in Jacksonville, Florida (einem nationalen Wettbewerb). Anfang der 1970er-Jahre war Stille Mitglied des Haustrios im Statler Hotel in New York und zog 1978 nach Las Vegas, Nevada, wo er Hauspianist im Landmark Hotel wurde. Dann zog er nach Chicago. Er war Mitglied eines Ensembles namens The New Budapest Orpheum Society, mit der das Grammy nominierte Album As Dreams Fall Apart: The Golden Age of Jewish Stage and Film Music (1925–1955) entstand, und des Artist-Ensemble-in-Residence an der University of Chicago. Er trat auf zahlreichen Jazzfestivals, darunter in Elkhart, Gateway (St. Louis), Des Moines, LaCrosse, Sioux Falls, Rockford, KBEM (Minneapolis) und auf dem New Orleans International Jazz Festival auf. Im Laufe der Jahre trat er mehrmals beim Chicago Jazz Festival und beim Gypsy Jazz Festival in der Green Mill auf.
Unter eigenem Namen nahm Stille 2007 das Album Keys to My Heart auf. Außerdem wirkte er bei drei Filmsoundtracks mit; im Bereich des Jazz war er laut Tom Lord zwischen 1996 und 2009 an 13 Aufnahmesessions beteiligt, u. a. mit dem Chicago Metropolitan Jazz Orchestra, Jason and the Gmen, .Catherine Russell und Rob Parton's JAZZTECH Big Band.
Stille wurde als Mainstream-Jazz-Pianist des Jahres von der Twin Cities Jazz Society in Minnesota gewürdigt. „Ein Künstler, mit dem man rechnen muss“, schrieb Howard Reich, Musikkritiker der Chicago Tribune, „...Die Fließfähigkeit seiner Technik, die Tiefe seines Tons und die intellektuelle Raffinesse seiner Improvisationen machten ihn zu einem versierten und ausgefeilten Künstler.“

## Diskographische Hinweise
- Peter Castronova Quartet with Jim Gailloreto, Don Stille, Dan DeLorenzo: All the Things I Am (Pattyco Records, 2016)